# Рил (футбольный клуб)
«Рил» (валл. Clwb Pêl Droed Y Rhyl) —  бывший валлийский футбольный клуб, представляющий город Рил. Основан в 1898 году. Принимает гостей на стадионе «Бель Вю», который вмещает 3800 зрителей. Главными достижениями клуба являются победы в чемпионате Уэльса в сезонах 2003/04 и 2008/09. 17 мая 2010 года у клуба была отозвана лицензия на участие Премьер-лиге, и он был отправлен во 2-ю. В сезонах 2010/11 и 2011/12 Рил финишировал там на 2-м месте. Расформирован 5 октября 2021 года, не доиграв сезон во второй лиге Уэльса. Возрожденный клуб под названием C.P.D. Y Rhyl 1879 начал свой путь с низших лиг. 

## Достижения
- Чемпион Уэльса (2): 2003/04, 2008/09
  - Серебряный призёр чемпионата (2): 2004/05, 2006/07
- Обладатель кубка Уэльса (4): 1951/52, 1952/53, 2003/04, 2005/06
  - Финалист Кубка (4): 1926/27, 1929/30, 1936/37, 1992/93